# Acartauchenius orientalis
Acartauchenius orientalis là một loài nhện trong họ Linyphiidae.
Loài này thuộc chi Acartauchenius. Acartauchenius orientalis được Jörg Wunderlich miêu tả năm 1995.